# Кызылколь
Кызылколь (каз. Қызылкөл) — село в Сузакском районе Туркестанской области Казахстана. Входит в состав Кумкентского сельского округа. Находится примерно в 26 км к востоку от районного центра, села Шолаккорган. Код КАТО — 515643300.

## Население
В 1999 году население села составляло 778 человек (397 мужчин и 381 женщина). По данным переписи 2009 года, в селе проживали 732 человека (396 мужчин и 336 женщин).